# 金光菊
金光菊（学名：Rudbeckia laciniata）是菊科金光菊属的植物，又称“黑眼菊”。其种加词“laciniata”来源于拉丁文“lacinia”，意为“棱角”、“裂叶的”。

## 形态
多年生草本，高1-2m。叶子互生，下部叶子不裂或羽状5-7深裂，边缘浅裂或有不等的疏锯齿；中部叶3-5深裂；上部卵形叶子不裂，全缘或有少数粗齿。夏季开花，头状花序，直径7-12cm，单生枝顶；总苞半球形；总苞片2层，被短毛；球形花托；舌状花金黄色；倒披针形舌片，先端具2短齿；管状花黄色或黄绿色。瘦果。

## 分布
为北美原产植物。分布在中国等地，目前已由人工引种栽培。